# Baldassarre Castiglione (ambasciatore)

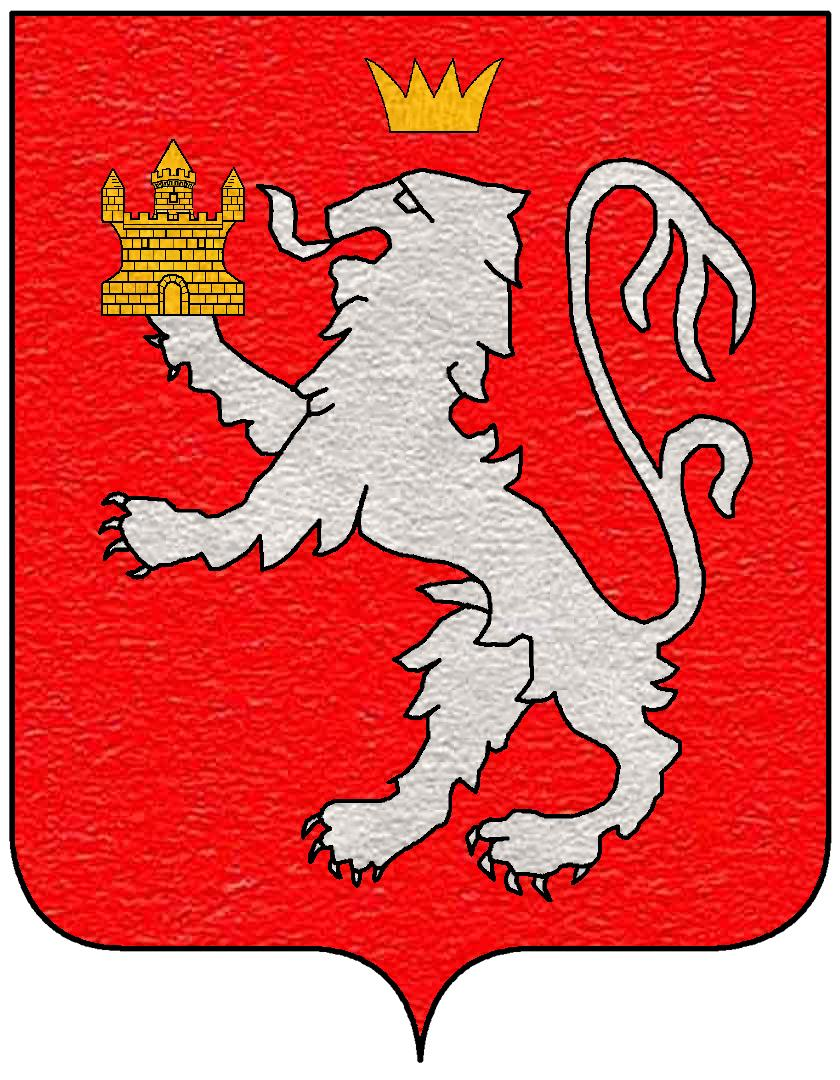
Stemma dei Castiglione

Baldassarre Castiglione (Castiglioni) (... – 1703) è stato un ambasciatore e militare italiano.

## Biografia
Era figlio di Francesco Castiglione, di Baldassarre. Nel 1622 fu maggiordomo maggiore della duchessa di Mantova Caterina di Ferdinando de' Medici. Nel 1670 fu ambasciatore in Polonia per il duca di Mantova Ferdinando Carlo di Gonzaga-Nevers. Nel 1678 venne nominato Governatore del Ducato di Guastalla fino al 1679, quando fu incaricata Margherita d'Este, vedova di Ferrante III Gonzaga.

## Discendenza
Baldassarre sposò Teresa Barbò ed ebbero un figlio, Francesco, III conte di Conzano, che sposò nel 1682 Margherita Gonzaga (1661-1693), figlia di Giangiordano dei Gonzaga di Vescovato.

## Ascendenza
|                                                 |                                                  |                                               | Genitori                           |  |  | Nonni |  |  | Bisnonni                                     |  |  | Trisnonni                                       |  |
|                                                 |                                                  |                                               |                                    |  |  |       |  |  | Camillo Castiglione, III signore di Casatico |  |  | Baldassarre Castiglione, II signore di Casatico |  |
|                                                 |                                                  |                                               |                                    |  |  |       |  |  | Camillo Castiglione, III signore di Casatico |  |  | Baldassarre Castiglione, II signore di Casatico |  |
|                                                 |                                                  | Ippolita Torelli                              |                                    |  |  |       |  |  | Camillo Castiglione, III signore di Casatico |  |  |                                                 |  |
| Baldassare Castiglione, IV signore di Casatico  |                                                  |                                               |                                    |  |  |       |  |  | Camillo Castiglione, III signore di Casatico |  |  |                                                 |  |
|                                                 |                                                  | Caterina Mandelli                             | conte Bernardino Mandelli          |  |  |       |  |  |                                              |  |  |                                                 |  |
|                                                 |                                                  | Caterina Mandelli                             | conte Bernardino Mandelli          |  |  |       |  |  |                                              |  |  |                                                 |  |
|                                                 |                                                  | Caterina Mandelli                             | …                                  |  |  |       |  |  |                                              |  |  |                                                 |  |
| Francesco Castiglione, I marchese di Conzano    |                                                  | Caterina Mandelli                             |                                    |  |  |       |  |  |                                              |  |  |                                                 |  |
|                                                 |                                                  | …                                             | …                                  |  |  |       |  |  |                                              |  |  |                                                 |  |
|                                                 |                                                  | …                                             | …                                  |  |  |       |  |  |                                              |  |  |                                                 |  |
|                                                 |                                                  | …                                             | …                                  |  |  |       |  |  |                                              |  |  |                                                 |  |
| Girolama Salvago                                |                                                  | …                                             |                                    |  |  |       |  |  |                                              |  |  |                                                 |  |
|                                                 |                                                  | …                                             | …                                  |  |  |       |  |  |                                              |  |  |                                                 |  |
|                                                 |                                                  | …                                             | …                                  |  |  |       |  |  |                                              |  |  |                                                 |  |
|                                                 |                                                  | …                                             | …                                  |  |  |       |  |  |                                              |  |  |                                                 |  |
| Baldassarre Castiglione, II marchese di Conzano |                                                  | …                                             |                                    |  |  |       |  |  |                                              |  |  |                                                 |  |
|                                                 | Schinella VII, conte di Collalto e San Salvatore | Niccolò IV, conte di Collalto e San Salvatore |                                    |  |  |       |  |  |                                              |  |  |                                                 |  |
|                                                 | Schinella VII, conte di Collalto e San Salvatore | Niccolò IV, conte di Collalto e San Salvatore |                                    |  |  |       |  |  |                                              |  |  |                                                 |  |
|                                                 | Schinella VII, conte di Collalto e San Salvatore | Maria Contarini                               |                                    |  |  |       |  |  |                                              |  |  |                                                 |  |
| Basilio II, conte di Collalto e San Salvatore   | Schinella VII, conte di Collalto e San Salvatore |                                               |                                    |  |  |       |  |  |                                              |  |  |                                                 |  |
|                                                 |                                                  | …                                             | …                                  |  |  |       |  |  |                                              |  |  |                                                 |  |
|                                                 |                                                  | …                                             | …                                  |  |  |       |  |  |                                              |  |  |                                                 |  |
|                                                 |                                                  | …                                             | …                                  |  |  |       |  |  |                                              |  |  |                                                 |  |
| Teodora di Collalto                             |                                                  | …                                             |                                    |  |  |       |  |  |                                              |  |  |                                                 |  |
|                                                 |                                                  | Pirro Manfredo di Collalto                    | Collaltino di Collalto             |  |  |       |  |  |                                              |  |  |                                                 |  |
|                                                 |                                                  | Pirro Manfredo di Collalto                    | Collaltino di Collalto             |  |  |       |  |  |                                              |  |  |                                                 |  |
|                                                 |                                                  | Pirro Manfredo di Collalto                    | Giulia Torelli, marchesa di Cassei |  |  |       |  |  |                                              |  |  |                                                 |  |
| Collaltina di Collalto                          |                                                  | Pirro Manfredo di Collalto                    |                                    |  |  |       |  |  |                                              |  |  |                                                 |  |
|                                                 |                                                  | Fulvia de' Rossi                              | Ferrante de' Rossi                 |  |  |       |  |  |                                              |  |  |                                                 |  |
|                                                 |                                                  | Fulvia de' Rossi                              | Ferrante de' Rossi                 |  |  |       |  |  |                                              |  |  |                                                 |  |
|                                                 |                                                  | Fulvia de' Rossi                              | Polissena Gonzaga                  |  |  |       |  |  |                                              |  |  |                                                 |  |
|                                                 |                                                  | Fulvia de' Rossi                              |                                    |  |  |       |  |  |                                              |  |  |                                                 |  |